# The Dominick
The Dominick, précédemment dénommé Trump SoHo, est un hôtel de luxe cinq étoiles situé à New York. Construit entre 2006 et 2010 il se situe dans le quartier de SoHo au sud de Manhattan.
L'hôtel a été pensé conjointement par Donald Trump et Sean Yazbek. Ce dernier est le gagnant de l'émission The Apprentice en 2006 présenté par Trump et qui a eu le droit en tant que vainqueur de proposer le design intérieur de l'hôtel. 
La zone est zonée pour la fabrication, ce qui empêche la construction de résidences permanentes. La conception du condo-hôtel a été approuvée après des négociations avec le maire de New York, Michael Bloomberg. En tant que copropriété hôtelière, 391 unités d'habitation dans le bâtiment seront des propriétés privées, mais aucune unité ne peut «être occupée par la même personne pendant plus de 29 jours par période de 36 jours, ou pendant plus de 120 jours par an». Lorsqu'il n'est pas occupé par le propriétaire, un logement vide peut être loué comme suite d'hôtel. Les architectes de conception du bâtiment étaient les architectes de Haendel basés à New York. L'architecte d'intérieur est David Rockwell du groupe Rockwell. 
Le projet était une collaboration entre The Trump Organisation de Donald Trump, le groupe Bayrock et Tamir Sapir. Trump n'a pas investi son propre capital dans le projet. Avant que le nom de Trump ne soit supprimé, le Trump SoHo était le projet de construction le plus récent construit par Trump avec son nom dessus, en août 2016. 
La construction de l'hôtel a couté 450 millions de dollars.

## Agréments
Les promoteurs ont déclaré que le condo-hôtel de 386 000 pieds carrés (3,59 ha) a été conçu pour contribuer au quartier ainsi qu'à la ligne d'horizon. D'un autre côté, beaucoup se plaignent qu'il "dépasse comme un pouce endolori" et qu'il est tout à fait inapproprié pour la région. Outre les chambres privées, vous trouverez des espaces publics, notamment le restaurant Spring & Varick et Mr. Jones, le bar à cocktails de l'hôtel. Il y a aussi un centre d'affaires avec des salles de conférence et de réunion.
L'hôtel dispose d'une piscine extérieure ouverte en saison avec un terrain de pétanque. Le spa de Dominick, les installations de remise en forme et le bar saisonnier Bar d’Eau se trouvent au même niveau.
On y trouve également une bibliothèque avec notamment des livres d'art de l'éditeur Taschen.
Les murs extérieurs de chaque pièce sont entièrement constitués de miroirs double face, donnant à ses locataires une vue panoramique. Les chambres sont le seul hôtel de New York meublé par Fendi Casa. Le 46ème étage abrite "SoHi", un espace événementiel offrant une vue sur les toits de New York.